# Ole Klimpke
Ole Klimpke (* 20. März 2001) ist ein deutscher Handballspieler, der beim Bundesligisten HSG Wetzlar unter Vertrag stand.

## Karriere
Klimpke durchlief bei der HSG Dutenhofen-Münchholzhausen, dem Stammverein der HSG Wetzlar, alle Jugendabteilungen und stand 2020 erstmals als Perspektivspieler im offiziellen Bundesliga-Aufgebot der HSG Wetzlar. Parallel sammelt der Rückraumspieler mit der U23 in der 3. Liga Spielpraxis. Sein Debüt in einem Bundesligaspiel feierte er an seinem 20. Geburtstag am 20. März 2021 im Auswärtsspiel beim THW Kiel. Am 11. April 2021 gelang Klimpke im Auswärtsspiel beim TVB Stuttgart sein erstes Bundesliga-Tor. Ab dem Sommer 2022 bis April 2023 war Klimpke per Zweitspielrecht für den Zweitligisten TSV Bayer Dormagen spielberechtigt. Seit der Saison 2025/26 läuft er für den Drittligisten HSG Dutenhofen/Münchholzhausen auf.

## Familie
Ole Klimpke ist der Sohn des früheren Kreisläufers Wolfgang Klimpke und entstammt damit einer mittelhessischen Handballfamilie, die in Vergangenheit und Gegenwart in vielen verschiedenen Positionen bei der HSG Wetzlar aktiv war bzw. ist. Sein älterer Bruder Till Klimpke ist Torwart der HSG Wetzlar und deutscher Nationalspieler. Klimpkes Mutter Ruth arbeitet seit 2001 als Geschäftsstellenleiterin bei der HSG Wetzlar. Sein Onkel Andreas Klimpke war Linksaußen bei der HSG.